# Augyles letovi
Augyles letovi — вид жуков из семейства пилоусов (Heteroceridae). Назван в честь Егора Летова, советского и российского музыканта, лидера группы «Гражданская оборона».
Впервые вид был обнаружен Л. Н. Медведевым в 1976 году в провинции Хоабинь Вьетнама. По состоянию на 2018 год больше нигде не найден.
Название виду дал сотрудник Института биологии внутренних вод имени И. Д. Папанина Алексей Сажнев. Его статья с описанием жука была опубликована в новозеландском журнале Zootaxa в 2018 году.

## Описание
Длина — 3,2—3,3 мм. Окраска светло-коричневая, на спинке есть светло-жёлтые пятна. Половой диморфизм незначителен. Судя по морфологическим признакам, вид наиболее близок к Augyles rejseki Skalický, 1999 и Augyles hiekei (Mascagni, 1995).